# Xihe (sockenhuvudort i Kina, Guizhou Sheng, lat 28,15, long 107,53)
Xihe (kinesiska: 西河, 西河乡) är en sockenhuvudort i Kina. Den ligger i provinsen Guizhou, i den sydvästra delen av landet, omkring 190 kilometer nordost om provinshuvudstaden Guiyang. Antalet invånare är 18 619. Befolkningen består av 9 110 kvinnor och 9 509 män. Barn under 15 år utgör 27,0 %, vuxna 15-64 år 61 %, och äldre över 65 år 10,0 %.